# Kateřina Böhmová (Tennisspielerin, 1958)
Kateřina Böhmová (* 22. Januar 1958 als Kateřina Skronská) ist eine ehemalige tschechoslowakische Tennisspielerin.

## Karriere
Auf der WTA Tour gewann sie zwei Doppeltitel.
Für die tschechoslowakische Fed-Cup-Mannschaft bestritt sie 1981 zwei Partien im Einzel; eine gewann sie.

## Persönliches
Ihre Tochter Kateřina Böhmová war ebenfalls Tennisprofi.

## Turniersiege

### Doppel
| Nr. | Datum       | Turnier   | Kategorie         | Belag           | Partnerin         | Finalgegnerinnen              | Ergebnis |
| --- | ----------- | --------- | ----------------- | --------------- | ----------------- | ----------------------------- | -------- |
| 1.  | Juli 1982   | Kitzbühel | WTA Toyota Series | Sand            | Yvona Brzáková    | Jill Patterson Courtney Lord  | 6:1, 7:5 |
| 2.  | Januar 1984 | Hershey   | WTA               | Teppich (Halle) | Marcela Skuherská | Ann Henricksson Nancy Yeargin | 6:1, 6:3 |

## Abschneiden bei Grand-Slam Turnieren

### Einzel
| Turnier         | 1981 | 1982 | 1983 | 1984 | 1985 | 1986 | 1987 | Bilanz | Karriere |
| --------------- | ---- | ---- | ---- | ---- | ---- | ---- | ---- | ------ | -------- |
| Australian Open | 1    | —    | —    | —    | 2    | —    | —    | 1:2    | 2        |
| French Open     | 1    | —    | 2    | 1    | 2    | 1    | 1    | 2:6    | 2        |
| Wimbledon       | —    | —    | 1    | 1    | 1    | 1    | 1    | 0:5    | 1        |
| US Open         | 1    | —    | 1    | 2    | 2    | —    | —    | 2:4    | 2        |

### Doppel
| Turnier         | 1981 | 1982 | 1983 | 1984 | 1985 | 1986 | 1987 | Bilanz | Karriere |
| --------------- | ---- | ---- | ---- | ---- | ---- | ---- | ---- | ------ | -------- |
| Australian Open | 1    | —    | —    | —    | 1    | —    | —    | 0:2    | 1        |
| French Open     | 1    | —    | 2    | 1    | VF   | 2    | 2    | 6:6    | VF       |
| Wimbledon       | —    | —    | —    | —    | —    | 1    | 2    | 1:2    | 2        |
| US Open         | 2    | 1    | 1    | 1    | 1    | —    | 2    | 2:6    | 2        |